# Jurassic World: Újjászületés
A Jurassic World: Újjászületés (eredeti cím: Jurassic World Rebirth) 2025-ben bemutatott amerikai sci-fi kalandfilm Gareth Edwards rendezésében. A Jurassic Park filmsorozat hetedik része, és a 2022-es Jurassic World: Világuralom folytatása.
Az Amerikai Egyesült Államokban 2025. július 2-án, míg Magyarországon 2025. július 3-án mutatták be. 2025. február 5-én jelent meg a film hivatalos előzetese.

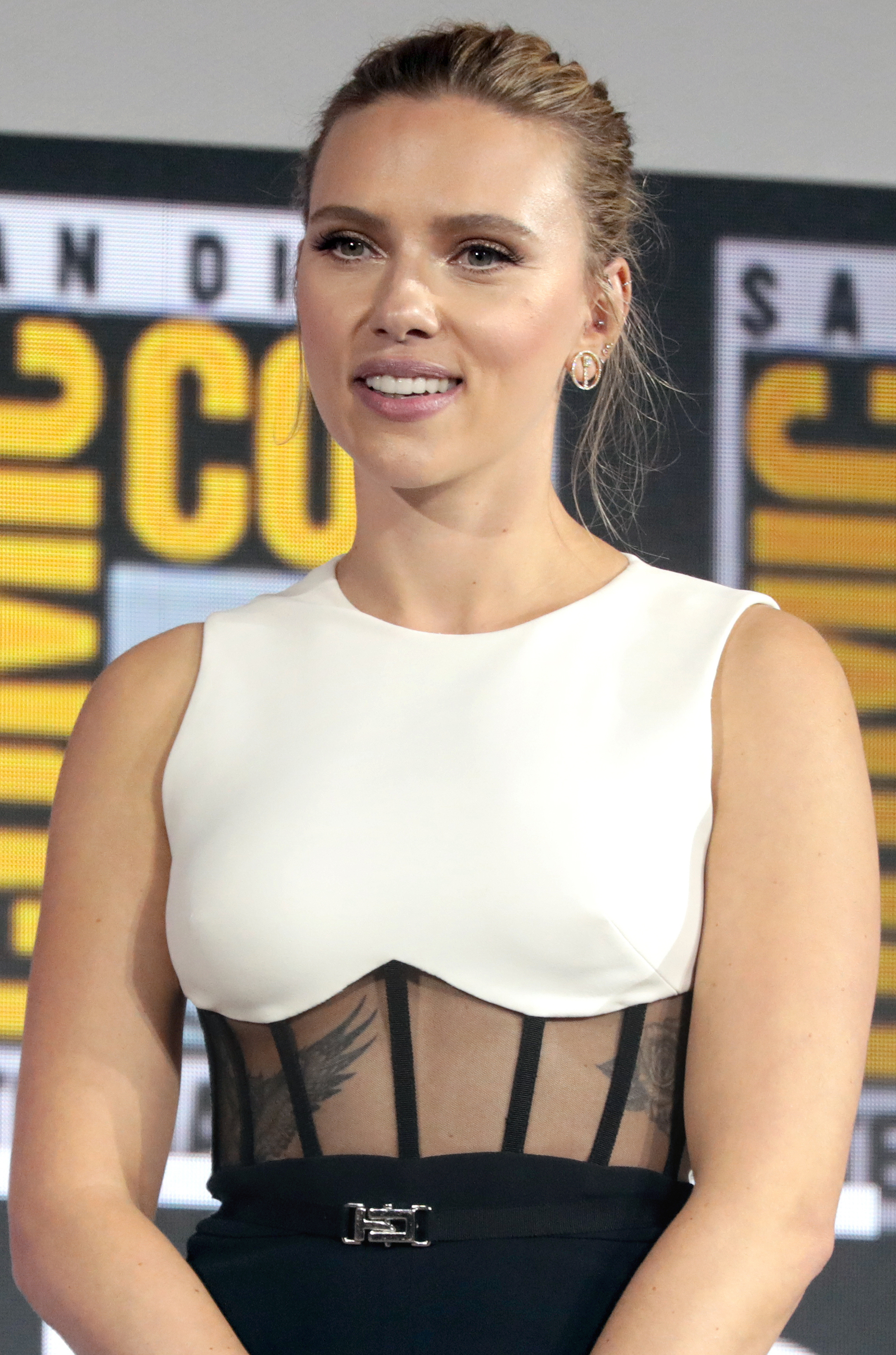
Scarlett Johansson alakítja Zora Benett szakértőt

## Cselekmény

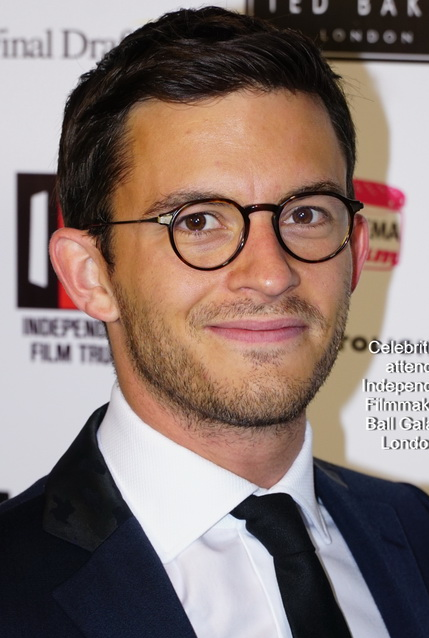
Jonathan Bailey alakítja Dr. Henry Loomis paleontológust

Tizenhét évvel ezelőtt, 2010-ben – kilenc évvel Eric Kirby megmentése után és öt évvel a Jurassic World incidens előtt – egy titkos InGen laboratóriumot hoztak létre az Atlanti-óceánon fekvő Ile Saint-Hubert szigetén transzgenikus, mutált dinoszauruszok előállítására. Az egyik ilyen teremtmény, egy torz, hat végtaggal rendelkező tyrannosaurus, a „Distortus rex” névre keresztelt példány, kiszabadul és pusztítást végez, ami arra kényszeríti a létesítmény személyzetét, hogy elhagyja a szigetet.
Öt évvel a transzgenikus sáskajárványt okozó Biosyn incidens után a Föld jelenlegi környezete kezd alkalmatlanná válni a dinoszauruszok és más kihalt őslények életben tartásához. A túlélő teremtmények már csak a világ távoli, a mezozoikumi korszakot idéző vidékeken élnek. Zora Bennett, korábbi katonai bevetéseken részt vevő operatív tisztet Martin Krebs, a ParkerGenix gyógyszeripari cég képviselője felkéri, hogy együtt dolgozzon Dr. Henry Loomis paleontológussal és Duncan Kincaid csapatvezetővel egy szigorúan titkos küldetésen az Ile Saint-Hubert szigetén. Feladatuk: biominta begyűjtése a legnagyobb, még élő ősi fajoktól, amelyek kulcsot jelenthetnek egy emberiség számára hasznos gyógyszer kifejlesztéséhez. Zora bemutatja a csapatát: LeClerc, a sofőr; Nina, a zsoldos; és Bobby Atwater, a The Essex nevű hajó biztonsági főnöke.
Az első teremtmény, amelyből mintát vesznek, egy Mosasaurus, amely köröz a sziget körül. Útközben megmentenek egy hajótörött családot: Reuben Delgadót, lányait Teresát és Isabellát, valamint Teresa barátját, Xaviert. Egy Spinosaurus-csapat a mosasaurusszal együtt rájuk vadászik, így a csapat partra kényszerül, Bobbyt és Ninát megölik. A támadás során a Delgadóék a vízbe esnek, és elszakadnak Zora csapatától. A mosaszaurusz zátonyra futtatja a hajót, így a csapat a szigeten reked. Zora közli velük, hogy egy mentőhelikoptert bízott meg korábban, amely 24 órán belül körberepüli a szigetet.
A szigeten Zora csapata sikeresen begyűjti a második mintát egy Titanosaurustól. Ezután behatolnak egy Quetzalcoatlus fészekbe, ahonnan egy tojásból nyerik ki a harmadik mintát, de a felnőtt példány megtámadja őket és felfalja LeClercet. A mintákkal a birtokukban Zora csapata az elhagyott létesítmény felé veszi az irányt, ahol helikopterrel menekülnének el. Eközben máshol a szigeten a Delgadóék találkoznak egy Aquilops példánnyal, akit Isabella Doloresnek nevez el. Egy Tyrannosaurus rex üldözi őket a folyón, de sikerül megmenekülniük egy felfújható csónak segítségével.

A két csoport újra találkozik az elhagyott laboratóriumban, de megtámadja őket egy mutált raptor/pterosaurus hibridekből álló falka, akiket „Mutadonoknak” neveznek. A helikopter megérkezik, de a Distortus rex elpusztítja, majd felfalja Martint, aki a mintákkal próbál megszökni. A csoport egy, a létesítménnyel földalatti kifutóval összekötött hajót talál, és Duncan egy jelzőfáklyával eltereli a D. rex figyelmét, így sikerül elmenekülniük. A mintákkal a kezükben Zora és Henry úgy döntenek, hogy az új gyógyszert szabadalom nélkül terjesztik.

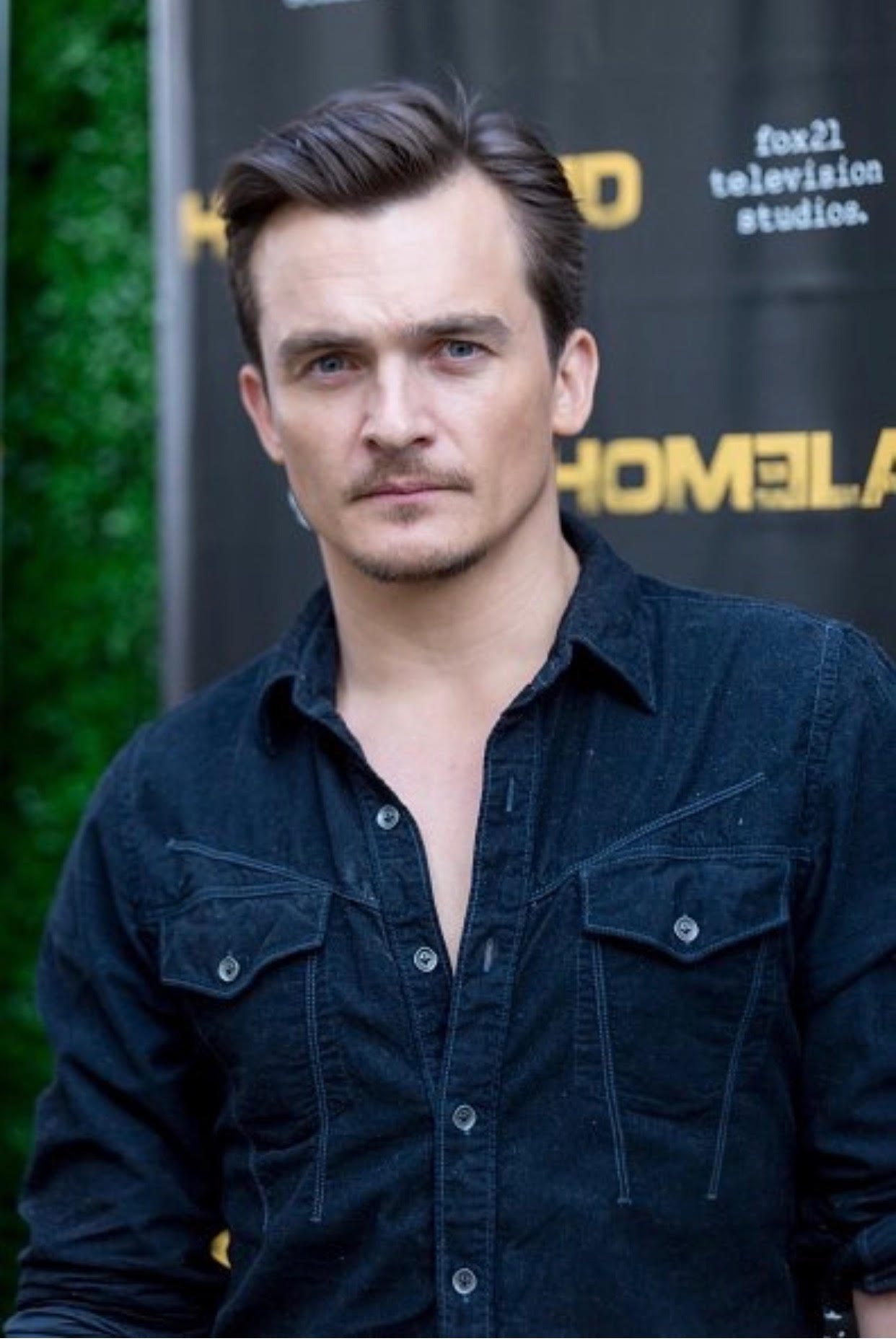
Rupert Friend, mint Martin Krebs egy gyógyszeripari képviselőként tűnik fel a filmben

## Szereplők
| Szereplő         | Színész             | Magyar hang          | Leírás                                      |
| ---------------- | ------------------- | -------------------- | ------------------------------------------- |
| Zora Bennett     | Scarlett Johansson  | Csondor Kata         | a titkos művelet vezetője                   |
| Duncan Kincaid   | Mahershala Ali      | Kálid Artúr          | Zora csapatának vezetője                    |
| Dr. Henry Loomis | Jonathan Bailey     | Fehér Tibor          | paleontológus                               |
| Martin Krebs     | Rupert Friend       | Bányai Kelemen Barna | gyógyszerészeti képviselő                   |
| Reuben Delgado   | Manuel Garcia-Rulfo | Makranczi Zalán      | egy hajótörést szenvedett család családfője |
| Teresa Delgado   | Luna Blaise         | Koller Virág         | Reuben idősebb lánya                        |
| Xavier Dobbs     | David Iacono        | Katona Péter Dániel  | Teresa barátja                              |
| Isabella Delgado | Audrina Miranda     | Noé Zoé              | Reuben legfiatalabb lánya                   |
| Bobby Atwater    | Ed Skrein           | Dévai Balázs         | Zora csapatának tagja                       |
| LeClerc          | Bechir Sylvain      | Zöld Csaba           | Zora csapatának tagja                       |
| Nina             | Philippine Velge    | Pájer Alma Virág     | Zora csapatának tagja                       |

### Magyar változat
- Főcím: Egressy G. Tamás
- Magyar szöveg: Speier Dávid
- Hangmérnök: Jacsó Bence
- Vágó: Simkóné Varga Erzsébet
- Gyártásvezető: Gelencsér Adrienne
- Szinkronrendező: Dóczi Orsolya
- Produkciós vezető: Hagen Péter

A szinkront a Mafilm Audio Kft. készítette el.

## A film készítése
A film forgatása 2024. június 13-án kezdődött Thaiföldön. A forgatás három hónapig tartott a krabi Khao Phanom Bencha Nemzeti Parkban, a trangi Ko Kradan at Hat Chao Mai Nemzeti Parkban és a phang nga-i Ao Phang Nga Nemzeti Parkban.
A forgatás 2024 júliusában a máltai kalkarai Malta Filmstúdióban folytatódott, majd szeptemberben Londonban és a Sky Studios Elstree-ben. A film forgatása 2024. szeptember 27-én ért véget. Októberben utóforgatás zajlott New Yorkban.

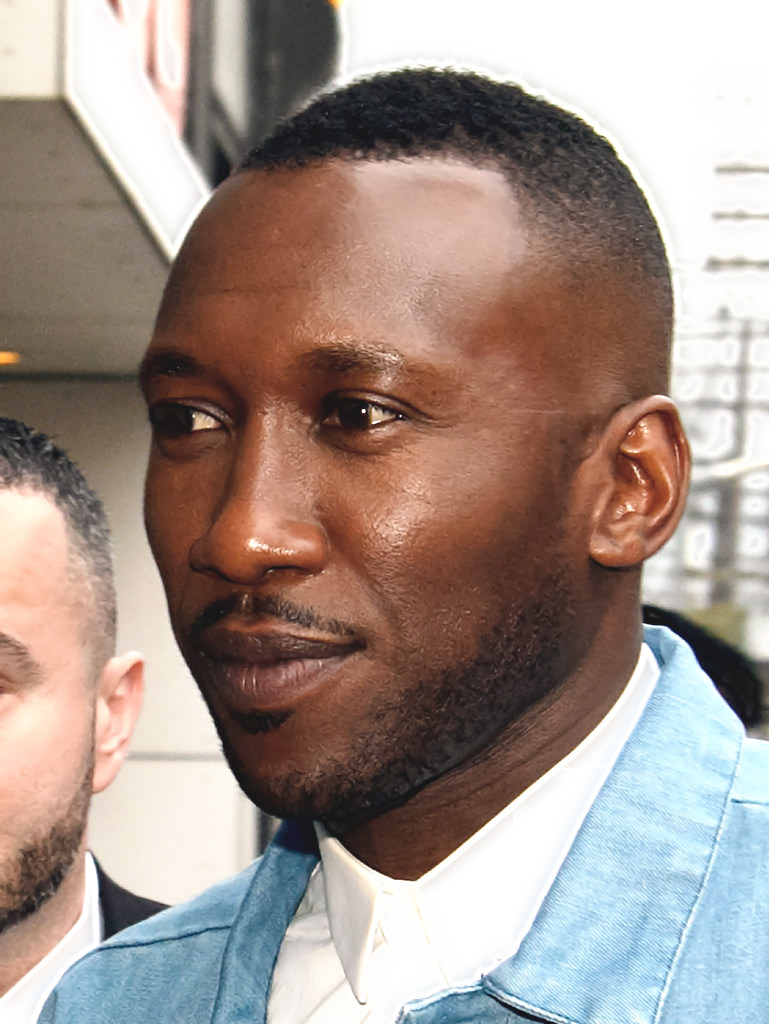
Mahershala Ali alakítja Duncan Kincaid-t, Zora Benett csapatának vezetőjét

## A filmben megjelenő őslények
forrás:
- Tyranosaurus rex
- Dilophosaurus
- Velociraptor
- Apatosaurus
- Mosasaurus
- Spinosaurus
- Titanosaurus
- Quetzalcoatlus
- Parasaurolophus
- Aquilops
- Triceratops
- Ankylosaurus
- Distortus rex (fiktív faj)
- Mutadon (fiktív faj)

## Forrás
Ez a szócikk részben vagy egészben  a   Jurassic World Rebirth című angol Wikipédia-szócikk ezen változatának fordításán alapul.  Az eredeti cikk szerkesztőit annak laptörténete sorolja fel. Ez a jelzés csupán a megfogalmazás eredetét és a szerzői jogokat jelzi, nem szolgál a cikkben szereplő információk forrásmegjelöléseként.